# Fundacja Rozwoju Matematyki Rekreacyjnej Sfinks
Fundacja Rozwoju Matematyki Rekreacyjnej SFINKS – ogólnopolska fundacja, będąca niedochodową organizacją pozarządową zarejestrowaną w Krajowym Rejestrze Sądowym pod numerem 0000381236. Od 29 listopada 2013 roku fundacja posiada status Organizacji Pożytku Publicznego.
Celem Fundacji jest popularyzacja gier logicznych i rozrywek umysłowych, poprzez organizację zawodów łamigłówkowych, w szczególności corocznych Mistrzostw Polski w Sudoku i Mistrzostw Polski w Łamigłówkach. Fundacja (do 2011 pod nazwą Polskiego Stowarzyszenia Miłośników Gier i Łamigłówek SFINKS) mistrzostwa te organizuje od 2007 roku. Jako członek World Puzzle Federation, międzynarodowej organizacji zrzeszającej miłośników łamigłówek z 38 krajów, SFINKS posiada wyłączne prawo do wyłaniania reprezentacji Polski na Mistrzostwa Świata w Łamigłówkach (World Puzzle Championship) oraz na Mistrzostwa Świata w Sudoku (World Sudoku Championship).
Fundacja powstała w marcu 2011 roku. Jest kontynuatorką działań Polskiego Stowarzyszenia Miłośników Gier i Łamigłówek SFINKS założonego w 2004 roku przez Jacka Szczapa. Pierwsze zawody w rozwiązywaniu łamigłówek – I Puchar Polski – stowarzyszenie zorganizowało w 2004 roku.
Fundacja w ramach swych działań zorganizowała:
- 2011 rok:
  - XV Mistrzostwa Polski w Łamigłówkach w roku 2011[6]
  - VI Mistrzostwa Polski w Sudoku w roku 2011[6]
- 2012 rok:
  - XVI Mistrzostwa Polski w Łamigłówkach[7]
  - VII Mistrzostwa Polski w Sudoku[7]
- 2013 rok:
  - XVII Mistrzostwa Polski w Łamigłówkach[8]
  - VIII Mistrzostwa Polski w Sudoku[9]